# Karol Stefan Altenburg
Karol Stefan Altenburg (ur. 29 października 1921 w Balicach, zm. 20 czerwca 2018 w Sztokholmie) – syn arcyksięcia Karola Olbrachta Habsburga i jego morganatycznej żony – Alicji Ankarcrony, Szwedki.
Mieszkał w majątku Östervik koło Sztokholmu. W grudniu 2005 r. zawarł w imieniu rodziny ugodę z Browarem Żywiec w sporze o prawo do używania przez browar herbu rodzinnego Habsburgów. Był honorowym obywatelem Żywca.